# 최아인
최아인(본명 : 최정환, 1988년 5월 6일 ~ )는 대한민국의 가수이다. 보컬 그룹 M to M의 보컬이자 남성 듀오 그룹 제이투엠의 보컬이다.

## 음반 외 활동
- 경기방송 라디오 《엠투엠 정환의 한밤나라》 DJ